# Dolenci (Šalovci)
Dolenci (maďarsky Dolány) jsou jednou ze šesti vesnic, které tvoří občinu Šalovci ve Slovinsku. V roce 2002 žilo ve vesnici 206 obyvatel.

## Poloha, popis
Rozkládají se v Pomurském regionu na severovýchodě Slovinska. Vesnice sousedí na severu s Maďarskem. Její celková rozloha je 7,72 km²[zdroj?] a leží v nadmořské výšce zhruba od 245 do 335 m. Od západu směrem na východ protéká územím Dolenjski potok.
Vesnice se nachází přibližně 3,5 km severně od obce Šalovci, střediskového centra občiny.
Sousedními vesnicemi jsou: Hodoš na východě, Šalovci na jihu a Budinci na západě.